# 神奈川タマリバクラブ

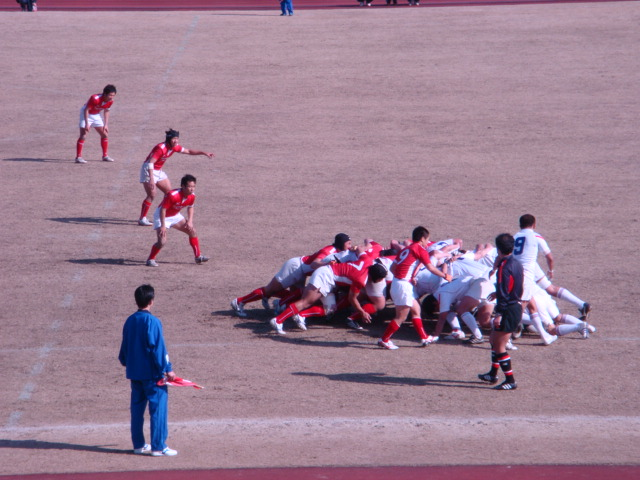
タマリバクラブ （2008年1月14日 三鷹オールカマーズ戦・本城陸上競技場）

神奈川タマリバクラブ（かながわタマリバクラブ、Kanagawa tamariva club）は、神奈川県川崎市中原区を拠点として活動するラグビーユニオンのクラブチーム。東日本トップクラブリーグDiv.1に所属。

## 概要
2000年に早稲田大学ラグビー蹴球部OBが中心となって設立。チーム名は付近を流れる多摩川と「溜まり場」に由来。
クラブラグビーの強豪として知られ、2004年より日本ラグビーフットボール選手権大会にクラブ枠が創設されて以来出場を続けていた。2005年度は「後輩」の早稲田大学に7-47で惨敗。
2009年は全国クラブラグビーフットボール大会準決勝で駒場WMMに19-22で惜敗し、日本選手権出場を逃す。
その後、2010年度・2014年度・2015年度全国クラブ大会・2020年度で優勝。
今までの獲得タイトルは、全国クラブ大会11回（歴代最多）・東日本トップクラブリーグ10回（歴代最多）・東日本クラブ選手権2回である。
なお、日本選手権には7回出場している。

## 主な在籍選手
- 西田剛（主将）
- 近藤嵩（副将）
- 田村弘毅（副将）
- 荻野岳志